# Contemporanea festival
Il Contemporanea festival è una festival internazionale di teatro contemporaneo che si svolge a Prato tra la fine di settembre e l'inizio di ottobre.

## Storia
Contemporanea festival nasce a Prato nel 1999 come progetto ideato dalla compagnia TPO in collaborazione con l'associazione Platea Toscana,  con l'intento di rivolgere un occhio al teatro contemporaneo, di ricerca e sperimentale, senza trascurare il ruolo di recupero delle devianze sociali.. Nel corso del tempo ha sviluppato una particolare attenzione al processo creativo e all'opera in divenire. Il calendario è ricco di spettacoli, performance, installazioni e appuntamenti tra teatro, danza, arti visive e musica. Sempre presenti sono le prime nazionali di compagnie italiane e straniere, progetti Site-specific e incontri fra artisti, addetti ai lavori e pubblico che rendono il festival parte attiva nei processi creativi e distributivi teatrali internazionali. Il festival "invade tutta la città, coinvolgendone pressoché tutti gli spazi scenici e non solo: Metastasio, Fabbricone, Fabbrichino, Magnolfi, Officina Giovani, Biblioteca Banti, Loggia delle Bigonge, a Sala Banti e La Gualchiera a Montemurlo."
Dal 1999 al 2007 il festival ha avuto cadenza biennale. Dal 2007 è divenuto a cadenza annuale.
La direzione artistica è di Edoardo Donatini.

## Sezioni del festival
Il festival è diviso in due sezioni: "Teatro contemporaneo" e "Progetti speciali". Nel 2010 è stata inserita una nuova sezione che si chiama "Contemporanea off".

### Teatro contemporaneo
La sezione "Teatro contemporaneo" ospita spettacoli compiuti di artisti nazionali ed internazionali.

### Progetti speciali
I "Progetti speciali" vedono la presentazione di spettacoli che per loro natura non sono facilmente inscrivibili in una precisa disciplina artistica: letteratura, musica, danza, arti visive, video, computer art si mescolano così in forme di spettacolo tendenzialmente innovativo.

## Luoghi del festival
- Teatro Metastasio
- Teatro Fabbricone
- Teatro Magnolfi
- Centro per l'arte contemporanea Luigi Pecci

## Enti coinvolti
- Teatro Metastasio, teatro stabile della Toscana
- Regione Toscana
- Provincia di Prato
- Comune di Prato
- Centro per l'arte contemporanea Luigi Pecci

## Edizioni del festival

### 2021
Compagnia TPO, Teresa Vitucci, Eva Meyer-Keller, Compagnie Non Nova – Pihia Ménard, Maniaci d’amore, Viktor Černiký, Luna Cenere, Elisabetta Lauro, Lenio Kaklea, Oscar De Summa, Kronoteatro, Francesca Foscarini, Elisa Pol, Simon Senn, Tabea Martin, D’amato Stahly, Boris Charmatz, Cherish Menzo 

### 2020
Trickster-p, Alessandro Sciarroni, Claudia Caldarano, Laura Simi, Monica Demuru, Massimiliano Civica, Sergio Blanco, Marco Chenevier, Vico Quarto Mazzini, Industria Indipendente, Luna Cenere – Compagnia Körper, Kinkaleri, Greta Francolini, Giorgia Ohanesian Nardin, Teatro delle Ariette, Agrupación Señor Serrano, Elisabetta Consonni, Milo Rau/Eva-Maria Bertschy, Masako Matsushita, Olimpia Fortuni, Davide Valrosso

### 2019
Compagnia TPO, Rimini Protokoll (DE), Annamaria Ajmone, Cecilia Bengolea/Damion BG dancerz/Craig Black Eagle (FR), Mallika Taneja (In), Gabriella Salvaterra, Panzetti/Ticconi, Miet Warlop (BE), Silvia Gribaudi, Agrupación Señor Serrano (ES), Silvia Costa, Sara Leghissa, Rita Frongia, Elena Bucci, Francesca Banchelli, Compagnie Didier Théron (FR), Chiara Bersani, Francesca Macrì, Daria Deflorian, Ilaria Drago, Compagnie Non Nova-Phìa Menard (FR), Katia Giuliani, Elisa Pol, Licia Lanera, Chiara Lagani, Alessandro Sciarroni, Luna Cenere, Claudia Caldarano, Encyclopèdie de la parole (FR), Marlene Monteiro Freitas (PT), Kinkaleri, Giorgia Ohanesian Nardin.

### 2018
Mohabitat, Compagnia TPO, Hiroaki Umeda (J), Pendiente Teatro (MEX), Noè Soulier (F), Cristina Kristal Rizzo, Annamaria Ajmone/Alberto Ricca, Collettivo Cinetico, Oliver Dubois (F), Davide Valrosso, Barbara Berti, Claudia Caldarano, Muta Imago, Gruppo Nanou, Siro Guglielmi, Silvia Gribaudi, Trickster-p (CH), Ana Pi (F), Kinkaleri, Strasse. 

### 2017
Kate Mcintosh (B), Synchre, Compagnia TPO, Kinkaleri, Milo Rau (CH), Alexandra Bachzetsis (CH), Erman Diephuis (F), Massimiliano Civica, Annamaria Ajmone e Marcela Santander Corvalàn (I+RCH), Yasmine Hugonnet (CH), Francesca Foscarini, Jacopo Jenna, Giorgia Nardin, Oscar Gomez Mata e Compagnia L'Alakran (CH), Gaetan Rusquet (B), Tempo Reale. 

### 2016
Boris Charmatz (F), Ivana Müller, Compagnia TPO, Francesca Grilli, Milo Rau/IIPM/Campo (CH), Marco D'Agostin/Chiara Bersani, Yasmine Hugonnet (CH), Radouan Mriziga (MA), Claudio Morganti, Tindaro Granata, Ilaria Drago, Compagnia AstorriTintinnelli, Licia Lanera, Fernando Rubio, Alex Cecchetti, Roberto Latini, Elisa Pol, Kinkaleri/Jacopo Benassi, Katia Giuliani, Giorgia Nardin, Gaëlle Bourges (F), Annamaria Ajmone, Cloé Moglia (F), Macie Kużmiński (PL), Orman Phoster (E). 

### 2015
Katia Giuliani, Martin Zimmermann (CH), Benno Steinegger, Butterfly Corner/Compagnia Virgilio Sieni, Renzini & Giovannini, Kinkaleri, Silvia Costa, Jacopo Jenna, Claudia Catarsi, Jerome Bel (F), Fibre Parallele, Opera, Marco Berrettini (CH), Alex Cecchetti (F), Cuocolo/Bosetti, Officina Orsi/Rubidori Manshaff, Claudio Morganti, Trickster (CH), Christian Rizzo (F), Compagnie Tu T'attendais À Quoi, Collettivo Cinetico, Compagnia TPO. 

### 2014
Joris Lacoste-Enciclopedié de la parole (F), Martin Schick & Damir Todorivic (CH-RS), Yan Duyvendak & Roger Bernat (CH-E), Massimiliano Civica, Accademia degli Artefatti, Ivan Müller (F), Cie Yoann Bourgeois (F), Rhizome/Cloé Moglia (F), Elena Bucci/Claudio Morganti, Babilonia Teatri, Oscar Gómez Mata/L'Alkran (CH), Compagnia TPO. 

### 2013
Kinkaleri, Julie Nioche/A.I.M.E., Fortebraccio Teatro, Perefaura & Iñaki Álvarez, Compagnia Virgilio Sieni, Zaches Teatro, Carolina Balucani, Teatro Sotterraneo, Codice Ivan, Claudio Morganti, Fattoria Vittadini/Matanicola, Marco D'Agostin, Lucy Suggate, Yorge Dutor and Guillem Mont De Palol, Silvia Costa, Omsk/Lotte Van Berg, Josef Nad, Compagnia TPO. 

### 2012
Crew (B), Lucia Calamaro, Kinkaleri, Philippe Quesne, Accademia degli Artefatti, Yan Duyvendak, Jonathan Capdevielle, Kaori Ito, Santasagre, Fanny & Alexander, Massimo Furlan, Compagnia Stabile Metastasio, Giuseppe Chico-Barbara Matijević, Compagnia TPO.

### 2011
Oskar Gómez Mata/Compagnie l'Alakan (CH), TPO/Tom Dale, Katia Giuliani, Savino Raco, Cuocolo-Bosetti/IRAA Theatre (I/AUS), Compagnia dello Scompiglio ed Azul Teatro, Pathosformel, inQuanto teatro, Yael Karavan (ENG), ErosAntEros, Compagnia Lisbeth Gruwez/ Voetvolk (B), Luisa Cortesi, Teatro delle Ariette, Teatro Sotterraneo, La Compagnie de Soi/Radhouane el Meddeb (TN), Massimo Furlan (CH), C.Re.S.Co, Kinkaleri, Alessandra coppola e David Zagari, Matteo Fantoni, CapoTrave, Nanou & Renzini, Nordisk Teaterlaboratorium/Odin Teatret (DK).

### 2010
Menoventi, Giuseppe Chico/Barbara Metijevi (F), Cristina Chiaroni, Compagnia l'Alakaran/Oskar Gomez Mata (CH), Moto Mimetico, Salvino Raco, Teatrificio Esse/Terzo Piano Teatro/Compagnia Arra, Rodrigo García (E), Plumes Dans La Tete/Silvia Costa, Portage, Miha Erman (SLO), La Zampa (F), Luisa Cortesi-Massimo Barzagli, Anagoor, Korekané/Elisabetta Gambi, Codice Ivan, IRAA Theatre (I/AUS), Yoshimasa Kato/Yuchi Ito (J), Katia Giuliani.

### 2009
Nico Garrone, Federico Tiezzi, Francesca Grilli, Societas Raffaello Sanzio, Compagnia Virgilio Sieni danza, Franko B (UK), Iraa Theatre, Cango, Emio Greco / PC (I - NL), Hotel Modern, Accademia sull'Arte del gesto, Kinkaleri, Pere Faura (E-NL), I Sacchi di Sabbia, Daniel Wetzel - Rimini Protokol (D), Teatro delle Albe, Offlaga Disco Pax,

### 2008
Bruce Meyer (I), Caterina Pecchioli, Rimini Protokoll, Teatro Sotterraneo, Fagarazzi & Zuffellato, Marina Giovannini e Samuele Cardini, Hermann Diephus (F), Kinkaleri, ZAPRUDER filmmakersgroup, Ambra Senatore, Silvia Costa, Francesca Grilli, OOFFOURO, Jean-Marie Straub, Federico Tiezzi, Avion Travel, Wim Mertens,

### 2007
Theatre de chambre/Teatro delle ariette, Hiroaki Umeda, Snejanka Mihaylova, Menoventi, Cosmesi, Teatro Sotterraneo, Bianca Papafava, Antonio Tagliarini, Roberto Corradini, Habille d'eau, Alessandra Fazzini, Le-gami, Ambra Senatore, Isole comprese, Iraa theatre, Raffaella Giordano, Jacopo Miliani, ZAPRUDER filmmakersgroup, Motus, Kinkaleri, Teatrino Clandestino, Fanny & Alexander, Mette Ingvartsen.

### 2005
Emanuelle Huynh + Nicolas Floc'h (F), Antonio Rezza, Flavia Mastrella (I), Kinkaleri (I), Teatro delle Ariette (I), Jerome Bel (F), Isole Comprese Teatro (I), Hiroaki Umeda / S20 (J), Eva Meyer-Keller (D), Giacomo Bernocchi - Pure Show Technology (I), ZimmerFrei (I), OOFFOURO (I), La città del Teatro, Adarte Danza Arte Teatro e Teatro del Montevaso (I), Compagnia Villanucci (I), La Petit Mort, Teatrificio esse (I), Open, Teatro Edison (I), Juan Diego Puerta, Cortesi Barzagli, Arbus, Compagnia Virgilio Sieni danza (I), Amal Kenawy (EG), Socìetas Raffaello Sanzio (I), Rodrigo Garcia (A).

### 2003
Company blu, Laika (B), Famiglia Sfuggita, Elsinor teatro stabile d'innovazione, Mal pelo (SPA), Laboratorio nove, Teatro delle ariette, Isole comprese, Skalen (F), Anonima Scena, Arbus, Arcadia - Ars In, Cretacon, La Petit Mort, Nic rebes, The Brads, Claudia Triozzi (F), Pierre Bastien + Pierrick Sorin (F), Teatrino Clandestino (I), Compagnia Virgilio Sieni Danza, Fanny & Alexander (I), Iraa Theatre / Cuocolo Bosetti (A) Compagnia TPO

### 2001
Teatro Popolare d'Arte, Giallo Mare Minimal Teatro, Quelli di Grock-Alma Rosè, Cantieri Teatrali Koreja, Teatro Kismet OperA, Hafbar, Fondazione Sipario Toscana, La Piccionaia, Teatro del Canguro, Teatro Città Murata, Company Blu, Giacomo Verde/Zone Gemma, Antonio Panzuto, Nonsoloteatro, Teatro delle Briciole, compagniaTpo, Fanny & Alexander, Raffaella Giordano, Teatro all'Improvviso, Motus, Gruppo Abele, Tam Teatromusica - Théatre Athénor (F), Accademia Perduta, Teatro dei Sassi, Ruotalibera, Massimo Schuster Théatre de l'Arc-en-Terre (F).

### 1999
Ginestra Calzolari, Roberto Faenza/Sipario Toscana, Drammatico vegetale, Kinkaleri, Giacomo Verde, Antonio Panzuto, Teatro Popolare d'Arte, Giallo Mare Minimal Teatro, La Piccionaia, Teatro Kismet OperA, CompagniaTpo, Paolo Pol, Teatro delle briciole, Teatro all'improvviso, Teatro dell'uovo, Koreja.